# Illancrone and Inishkeeragh SPA
Illancrone and Inishkeeragh SPA este o arie protejată (arie de protecție specială avifaunistică — SPA) din Irlanda întinsă pe o suprafață de 419,4 ha, integral pe uscat.

## Localizare
Centrul sitului Illancrone and Inishkeeragh SPA este situat la coordonatele 54°56′58″N 8°29′25″W / 54.949455°N 8.490396°V.

## Înființare
Situl Illancrone and Inishkeeragh SPA a fost declarat arie de protecție specială avifaunistică în decembrie 2004 pentru a proteja 4 specii de animale.

## Biodiversitate
Situată în ecoregiunea atlantică, aria protejată nu include niciun habitat protejat.
La baza desemnării sitului se află mai multe specii protejate de  păsări (4): Branta leucopsis, chiră mică (Sterna albifrons), chiră de baltă (Sterna hirundo), Sterna paradisaea.